# Château-Salins
 Château-Salins  es una población y comuna francesa, en la región de Lorena, departamento de Mosela. es la subprefectura del distrito y chef-lieu del cantón de su nombre.

## Historia
Durante el periodo 1871-1918, Château-Salins fue incorporada al Imperio Alemán, como parte del Territorio Imperial de Alsacia y Lorena.

## Personajes famosos
- Arsène Darmesteter, filólogo francés, académico de francés antiguo.
- James Darmesteter, lingüista francés, especialista en lenguas iranias.
- Theodor Eicke, criminal nazi.
- Philippe Gaillot, futbolista francés.
- Kurt Luedde-Neurath, diplomático alemán.
- Charles-Edmond Perrin, medievalista francés.
- Else von Richthofen, socióloga alemana.

## Demografía
| 2312 | 2392 | 2479 | 2461 | 2437 | 2470 |
| Para los censos de 1962 a 1999 la población legal corresponde a la población sin duplicidades (Fuente: INSEE [Consultar]) |      |      |      |      |      |